# Employees Only
Employees Only (deutsch Nur Mitarbeiter) ist ein US-amerikanischer von Kenneth G. Brown produzierter Dokumentar-Kurzfilm aus dem Jahr 1958, mit dem Brown für einen Oscar nominiert war.

## Inhalt
Die Hughes Aircraft Company in Culver City in Kalifornien zählt zu ihren circa 20.000 Angestellten auch etwa 5.000 körperbehinderte Menschen, die auf verschiedenen Posten eingesetzt sind und ihre Arbeitskraft in die Firma einbringen. Viele Mitarbeiter werden im Interview vorgestellt, wobei betont wird, welch großartige Arbeit sie leisten würden. Unter ihnen sind Amputierte, Menschen die durch Kinderlähmung nunmehr im Rollstuhl sitzen, und wiederum andere, denen man ihre auf den ersten Blick unsichtbare Behinderung, wie beispielsweise Herz- und Atemwegserkrankungen, nicht ansieht. Sie alle verrichten unterschiedliche Arten von Arbeiten ohne ihren nicht behinderten Kollegen nachzustehen.  
Justin Johnson, Vorsitzender des Gouverneursausschusses für die Beschäftigung von Menschen mit Behinderungen erzählt, dass die Erfahrung gelehrt habe, dass es ein Mythos sei, dass die Entschädigungszahlungen für Arbeiter steigen würden, wenn viele Menschen mit Behinderungen eingestellt worden seien. Man sei der festen Überzeugung, dass jemand mit einer körperlichen Behinderung ein besser abzuschätzendes Risiko darstelle als jemand, der ein solches Handicap nicht habe, vorausgesetzt eine eingehende Untersuchung finde statt und man platziere den Mitarbeiter an der richtigen Stelle. Die Firma verfüge über eine große Anzahl von Arbeitnehmern mit körperlichen Behinderungen. Es gebe jedoch keine Aufzeichnungen über einen einzelnen Arbeitsunfall, der sich in den letzten zehn Jahren aufgrund einer Behinderung zugetragen habe und auch keine Entschädigungsfälle.

## Produktionsnotizen, Veröffentlichung
Der von Kenneth G. Brown für die Hughes Aircraft Company in Zusammenarbeit mit dem President’s Committee produzierte und vertriebene Film hatte am 19. September 1958 im Kino der Motion Picture Association in Washington, D.C. Premiere. An dieser nahmen hochkarätige Vertreter von Hughes Aircraft teil, wie beispielsweise C. E. Blandford, Manager für Öffentlichkeitsarbeit und Werbung und Justin Johnson, ein hoher Hughes-Mitarbeiter und Vorsitzender des kalifornischen Gouverneursausschusses für Körperbehinderte.
Arthur Motley, damaliger Direktor des US-Arbeitsamtes sagte, er habe die Direktoren des staatlichen Arbeitsamtes über die Verfügbarkeit dieses Filmes informiert und die einzelnen Staaten aufgefordert, sich Abzüge für Vorführungen für Arbeitgeber in ihren Gebieten zu sichern. Mary Switzer, Direktorin des Amtes für berufliche Rehabilitation, die mit den Beschäftigungsprogrammen von Hughes Aircraft vertraut war, stellte den entsprechenden Stelle ebenfalls Abzüge des Films zur Verfügung.
Hughes Aircraft hatte 70 Abzüge des 14-minütigen 16-mm-Schwarzweißfilms erstellt. Diese wurden im September und Oktober 1958 an Fernsehsender im gesamten Land verteilt. Nach dem 15. November wurden Kopien von den entsprechenden Stellen auf Wunsch weiterhin zur Verfügung gestellt.

## Auszeichnung
- Oscarverleihung 1959

Nominierung für Kenneth G. Brown in der Kategorie „Bester Dokumentar-Kurzfilm“.
Die Trophäe ging jedoch an Ben Sharpsteen und den Film Ama Girls.